# Čestmír Krátký
Čestmír Krátký (23. dubna 1932, Liberec – 20. září 2016, Praha) byl český fotograf, historik umění, etnograf, výtvarný kritik, kurátor a pedagog fotografie.

## Život
V letech 1952–56 vystudoval etnografii a dějiny umění na Filozofické fakultě Univerzity Karlovy a do roku 1960 byl pracovníkem Ústavu pro etnografii a folkloristiku Československé akademie věd. Odborně zkoumal kulturu a psychologii rumunských Slováků, žijících v pohraničí na Šumavě. Od roku 1953 spolupracoval jako fotograf s Karlem Plickou.
V letech 1960–1968 byl odborným pracovníkem a kurátorem Oblastní galerie Liberec. Roku 1962 spoluzaložil v Liberci Studio výtvarné fotografie Domu kultury a vzdělávání v Liberci, kde byl několik let i předsedou. Byl také zakládajícím členem liberecké skupiny výtvarníků Skupina 7. Jako kurátor uspořádal v Liberci ve spolupráci s ředitelkou Hanou Seifertovou výstavy jinde zakazovaných umělců jako byli Vladimír Boudník, Jan Koblasa, Karel Nepraš, Jaroslav Vožniak, Jiří Balcar, Aleš Veselý, Jiří Anderle nebo Zbyšek Sion. Byl také autorem některých realizací v architektuře
Po srpnové okupaci Československa roku 1968 emigroval do USA, kde v letech 1968–1986 pracoval jako dělník v chemické továrně. Zároveň byl externím vysokoškolským pedagogem na Wilmington College v New Castle ve státě Delaware. Od roku 1986, kdy odešel do předčasného důchodu, žil v Oaxace v Mexiku a zabýval se etnologií předkolumbovských civilizací. Roku 1995 se vrátil do Čech a působil zde jako nezávislý badatel. Zemřel po těžké nemoci 20. září 2016 v Praze.

## Dílo
Během pobytu na Šumavě jako etnograf shromáždil na tisíc nápěvů i písňových textů rumunských Slováků. Tato impozantní sbírka vinou pozdějšího nezájmu leží dodnes nezpracována a nevydána v archivu Etnologického ústavu AV ČR, stejně jako Krátkého diplomová práce. V té době začal spolupracovat s fotografem Karlem Plickou společně vytvořili soubor fotografií z Boubínského pralesa a Mrtvého luhu.
Byl ovlivněn existenciální filosofií a strukturální abstrakcí ve výtvarném umění a krajinné atmosférické celky vyměnil za detaily ztrouchnivělých kmenů nebo rozpraskané kůry. Po návratu do Liberce se začal věnovat výtvarné fotografii. Zajímaly ho detaily oprýskaných zdí a nejrůznější pozůstatky civilizace i výtvarná díla jeho přátel (Jiří Seifert, 1966). Stýkal se s Janem Koblasou a výtvarníky kolem Konfrontací a vedle Aloise Nožičky či Karla Kuklíka je proto řazen mezi přední české fotografy informelu a post-surrealistické inspirace 60. let.
Jeho fotografické cykly jako Zvířata, Katastrofy, Mrtvé kruhy nebo Zahrada rozkoší patří k tomu nejlepšímu, co v rámci tzv. „českého informelu" v Československu vzniklo. Přes hledání informelní estetiky a skulpturální kvality nejrůznějších povrchů, připomíná řada jeho fotografií figurální motivy a navazuje i na odkaz surrealismu.

### Zastoupení ve sbírkách
- Moravská galerie v Brně
- Muzeum umění Olomouc
- Staatliche Kunsthalle Baden-Baden

### Výstavy (výběr)
- 1963 Čestmír Krátký, byt Z. Jirana, České Budějovice
- 1963 Čestmír Krátký, Jiří Seifert, Oblastní divadlo Varnsdorf
- 1964 Čestmír Krátký: Circui mortui, Divadlo Paravan, Praha
- 1964 Čestmír Krátký: Fotografie z let 1963–1964, Muzeum husitského revolučního hnutí, Tábor, Soběslav, divadlo Kolín, AJG Hluboká nad Vltavou
- 1965 Čestmír Krátký, Krajská galerie, Hradec Králové
- 1966 Čestmír Krátký, Kabinet fotografie Jaromíra Funka, Dům pánů z Kunštátu, Brno
- 1967 Čestmír Krátký: Fotografie, Galéria mladých, Bratislava, Divadlo hudby Ústí nad Labem
- 1967 Čestmír Krátký, Miami Museum of Modern Art, USA
- 1968 Čestmír Krátký, Muthesius-Werkkunstschule, Kiel
- 1968 Čestmír Krátký, K. Kuklík, E. Medková, Wystava prac 3 fotografikow Czechoslowackich, Krakow, Nova Huta
- 1993/1994 Čestmír Krátký, Galerie Stará radnice, Brno
- 2000 Čestmír Krátký: Odnikud nikam, Malá výstavní síň, Liberec[5]
- 2008 Čestmír Krátký, Galerie 4 – Galerie fotografie, Cheb
- 2017 Čestmír Krátký: Fotograf českého informelu, Oblastní galerie v Liberci[6]

### Katalogy
- Čestmír Krátký: Fotografie z let 1963–1964, text Jan Kříž, 12 s., Alšova jihočeská galerie v Hluboké nad Vltavou 1964
- Čestmír Krátký, kat. 6 s., Dům umění města Brna 1966
- Čestmír Krátký, text Antonín Dufek, 4 s., Dům umění města Brna 1993
- Čestmír Krátký, text B. Nuska, J. Pikous, J. Typlt, kat. 8 s., Malá výstavní síň, Liberec 2000

### Monografie
- Jan Koblasa: Čestmír Krátký, Severočeské nakladatelství Liberec 1969
- Zdenek Primus (ed.): Čestmír Krátký – Tvorba jako pokus o existenci / Art as an Attempt at Existence, Kant Praha 2007, ISBN 978-80-86970-46-2